# Lyon megye (Kansas)
Lyon megye az Amerikai Egyesült Államokban, azon belül Kansas államban található. Megyeszékhelye és legnagyobb városa Emporia. Lakosainak száma 32 179 fő (2020. április 1.). Lyon megye Wabaunsee, Greenwood, Osage, Coffey, Morris és Chase megyékkel határos.

## Népesség
A megye népességének változása:
| Lakosok száma | 33 632 | 33 646 | 33 554 | 33 510 | 33 339 | 32 179 |
|               | 2010   | 2011   | 2012   | 2013   | 2015   | 2020   |